# ميناء باجامويو

ميناء باجامويو هو ميناء قيد الإنشاء يقع في باجامويو، تنزانيا. بدأ العمل في عام 2018. ومن المقرر أن يكون أحد أكبر مشاريع البنية التحتية الحكومية في الدولة. يهدف ميناء باجامويو والمنطقة الصناعية التابعة له إلى معالجة الازدحام في الميناء القديم ودعم تنزانيا لتصبح مركز الشحن والخدمات اللوجستية الرائد في شرق إفريقيا.